# Rubus geniculatus
Rubus geniculatus är en rosväxtart som beskrevs av Johann Heinrich Kaltenbach. Rubus geniculatus ingår i släktet rubusar, och familjen rosväxter. Inga underarter finns listade i Catalogue of Life.